# Londoner Außenministerkonferenz (1947)
Die Londoner Außenministerkonferenz, auch kurz Londoner Konferenz genannt, fand vom 25. November bis 15. Dezember 1947 statt. Thema der Außenminister der vier Siegermächte war die Deutschland-Frage. Jedoch kam es bei den Verhandlungen zum Bruch zwischen den USA und der Sowjetunion. Die Tagung wurde daraufhin erfolglos abgebrochen.
Letztmals wurde über die Schaffung einer deutschen Zentralinstanz debattiert, was aber am Veto Frankreichs und der Sowjetunion scheiterte. Der Vorschlag der USA und Großbritanniens, stufenweise eine einheitliche Regierung für alle Besatzungszonen zu bilden sowie eine parlamentarische Vertretung zu installieren, wurde von Frankreich verworfen. Die Sowjetunion verband ihre Zustimmung mit der Erfüllung zweier Vorbedingungen: die Beteiligung an einer Kontrolle über das Ruhrgebiet (Ruhrfrage) und den Erhalt von Reparationsleistungen aus der laufenden Produktion Gesamtdeutschlands.
Die Tschechoslowakei erklärte der Konferenz in einem Memorandum, dass sie das sudetendeutsche Vermögen auf ihrem Territorium als ihr eigenes nationales Staatsvermögen ansehe und damit nicht als deutsches Reparationsgut.
Zum gleichen Zeitpunkt hatten die USA und Großbritannien die grundlegende Entscheidung für eine separate Währungsreform und damit für die Gründung eines Weststaats getroffen. Kurz nach dem Scheitern der Konferenz der vier Siegermächte trat am 23. Februar 1948 die Londoner Sechsmächtekonferenz zu ihrer ersten Sitzung zusammen, an der die Außenminister der drei Westmächte und der Benelux-Staaten teilnahmen. Sie empfahl, in den Westzonen ein föderatives Regierungssystem zu errichten. Außerdem wurde die Angleichung der Wirtschaftspolitik der französischen Besatzungszone und der Bizone angekündigt, die Einrichtung einer internationalen Kontrolle für das Ruhrgebiet im Grundsatz beschlossen und die Beteiligung der drei Westzonen am Marshall-Plan vereinbart. Am 20. März 1948 kündigte die Sowjetunion ihre Mitarbeit im Alliierten Kontrollrat auf und beendete so die Viermächteverwaltung.